# Вовчухи
Вовчухи́ (англ. Vovchukhy) (пол. Wołczuchy) — село в Україні, у Львівському районі Львівської області. Населення становить 747 осіб. Орган місцевого самоврядування — Городоцька міська рада.

## Розташування
Село Вовчухи розташоване за 37 км від Львова, поблизу районного центру Городка. Село оточують Добряни, Долиняни, Родатичі і Братковичі.
В селі протікає річка Сорочка та кілька ставів.

## Населення

### Мова
Розподіл населення за рідною мовою за даними перепису 2001 року:
| Мова       | Кількість | Відсоток |
| ---------- | --------- | -------- |
| українська | 746       | 99.87%   |
| російська  | 1         | 0.13%    |
| Усього     | 747       | 100%     |

## Історія
Історична дата заснування села Вовчухи — 1428 рік.
У п'ятнадцятому столітті село належало родині Пітрушко (пол. Piotruszko). У селі були Греко-католицька церква Святого Георгія та Римо-католицька церква Архангела Михаїла.
1890 року у Вовчухах мешкало 903 мешканці. Існувала 3 — класна школа. На початку ХХ ст.
у Вовчухах було 393 греко-католики, 559 римо-католиків, 37 євреїв та 13 представників інших віросповідань.
У 1929 році  селі проживало 1076 людей.
Останній польський священик у Вовчухах був Казімєж Оркуж (пол. Kazimierz Orkusz).
Біля села відбувалась Вовчухівська операція (Вовчухівська офензива) — наступальна воєнна операція Української Галицької Армії в лютому 1919 року під час українсько-польської війни 1918—1919 років.
У 1938 році було збудовано пам'ятник на честь поляків, які боролися за Львів у 1918-20 рр., на ньому було написано "полеглим за свободу своєї Батьківщини в 1918—1920 роках від вдячних громадян Вовчух
(пол. „Poległym za wolność ojczyzny w latach 1918-1920 – wdzięczni obywatele Wołczuch”). Пам'ятник у наступному році був зруйнований українцями.
У вересні 1939 року німецькі війська окупували Вовчухи, які незабаром зняли оборону. Їхнє місце зайняла радянська армія, яка рушила в східну частину села. В кінці червня 1941 року, після нападу Німеччини на Радянський Союз, на горбі в східній частині Вовчух організоване місце опору, відповідно до першої лінії оборони Львова. Німецькі війська, однак, взяли точку опору ввечері того ж дня.

## Освіта
В селі функціонує Вовчухівська школа, у якій навчається 85 учнів з Вовчух. Директор школи — Садова Р. Р..
Будівництво Вовчухівської загальноосвітньої школи було спроектовано в 1958 році, і зразу в цьому році розпочалось будівництво. У 1961 році вона відкрила двері для школярів.
Приміщення школи складається з однієї будівлі вмістимістю на 320 учнів. З кожним роком школа оновлюється. Так, в 2010 році був проведений капітальний ремонт школи.
Територія школи повністю огороджена. За школою закріплено 2,5 га землі, на якій розміщені будинок школи, майстерня, туалети, подвір'я, сад та спортивний майданчик.
У 2011 році на території школи встановлено дитячий ігровий майданчик. Школа є ошатною і затишною.
Відомча приналежність школи- Міністерство освіти і науки України.
Директорами школи за період діяльності школи були: Попіль М. П. - 1961—1969 р., 
Цомік Р. Є. — 1969—1970 р., 
Пасічник Л. Ф. − 1970-1981 р., 
Фартушок М. В. - 1981—2016 р.

## Транспорт
Територією села проходить автошлях Львів-Шегині М11, що є складовою європейського маршруту E40.
Також проходить залізниця, зупинка Вовчухи.

## Спорт
Спорт в селі представлений футбольною командою «Сокіл».

## Пам'ятники
- Пам'ятник січовим стрільцям, які загинули під час Вовчухівської операції;
- Могила отця Загаєвича;
- Пам'ятник Тарасу Шевченку.

## Сакральні споруди
- Храм Святого Великомученика Юрія, збудований у 1911 році, належить до Городоцького деканату, Стрийської єпархії УГКЦ;
- Храм Богоявлення Господнього, збудований у 2005 році, належить до Городоцького деканату Львівської єпархії УАПЦ;
- Руїни католицького храму Архангела Михаїла.

## Відомі люди
- Загаєвич Василь Дмитрович — український письменник, просвітник. Священик греко-католицької церкви, парох с. Вовчухи. Близький соратник Івана Франка. Письменник, автор ряду літературних творів просвітницького та національно-патріотичного характеру.
- Откович Василь Петрович — український мистецтвознавець, художник. Лауреат Національної премії імені Т. Г. Шевченка
- Откович Мирослав Петрович — народний художник України, директор Львівської філії Національного науково-дослідного реставраційного центру України.

## Галерея

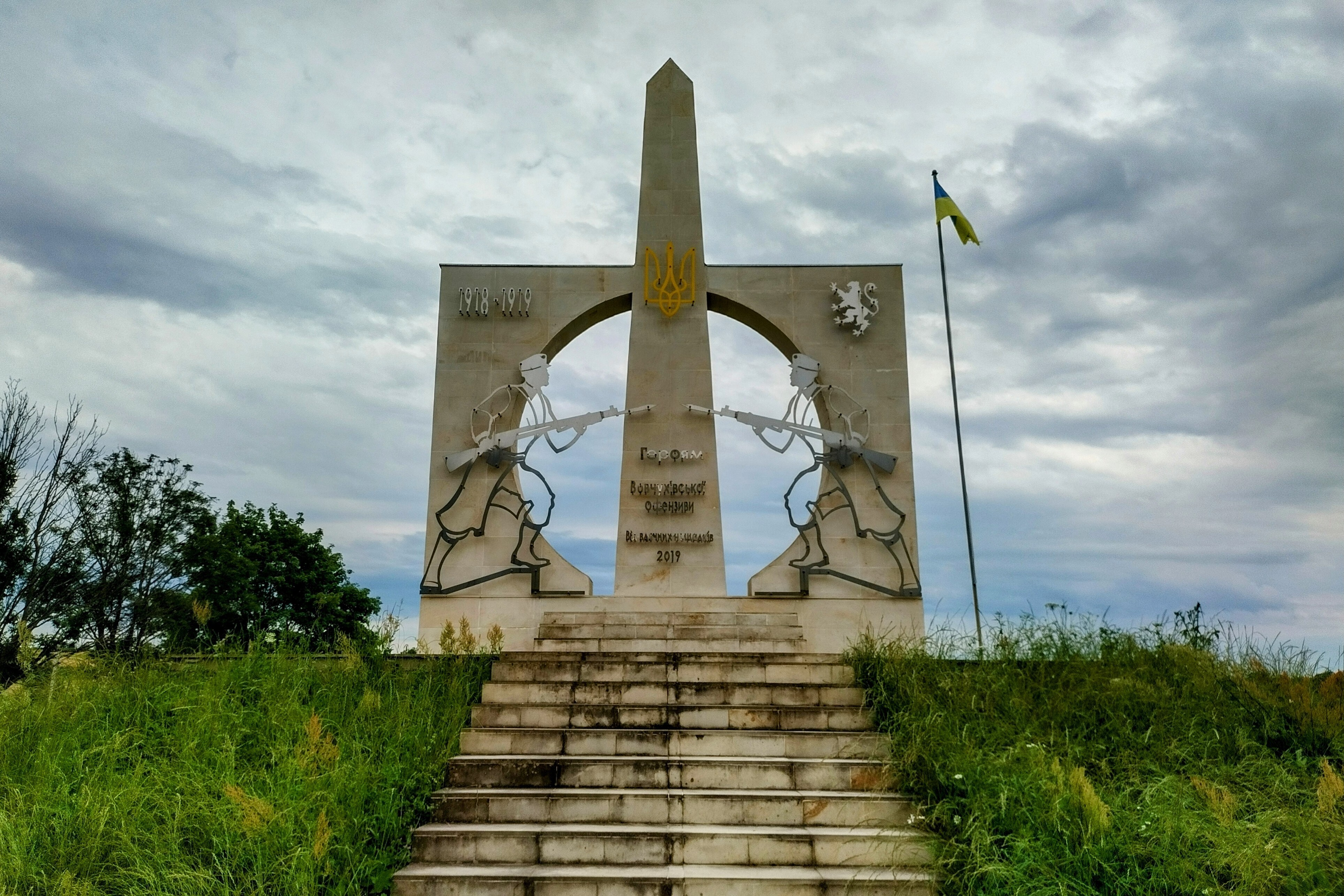
Меморіал "Героям Вовчухівської офензиви"
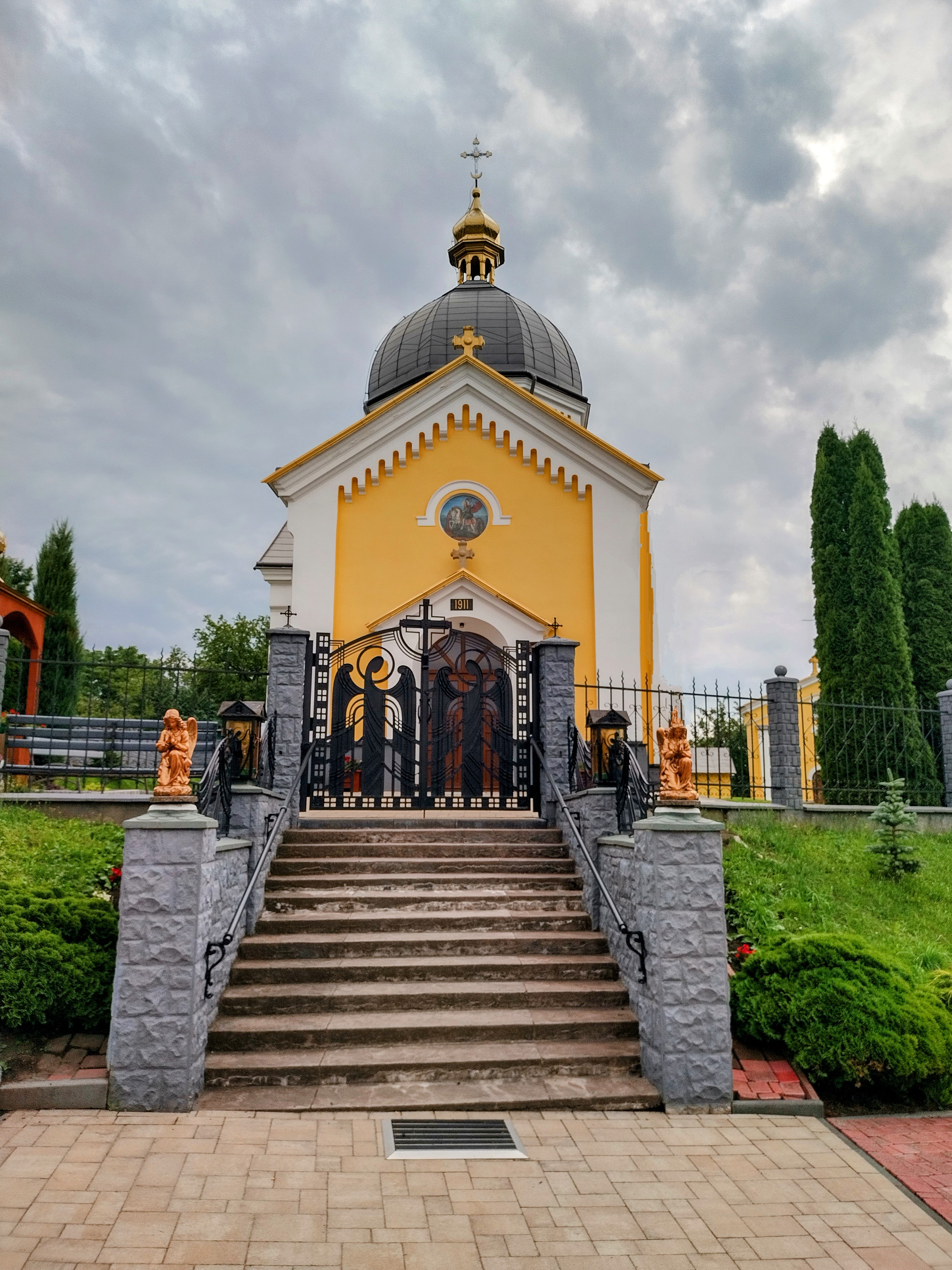
Церква Святого Великомученика Юрія
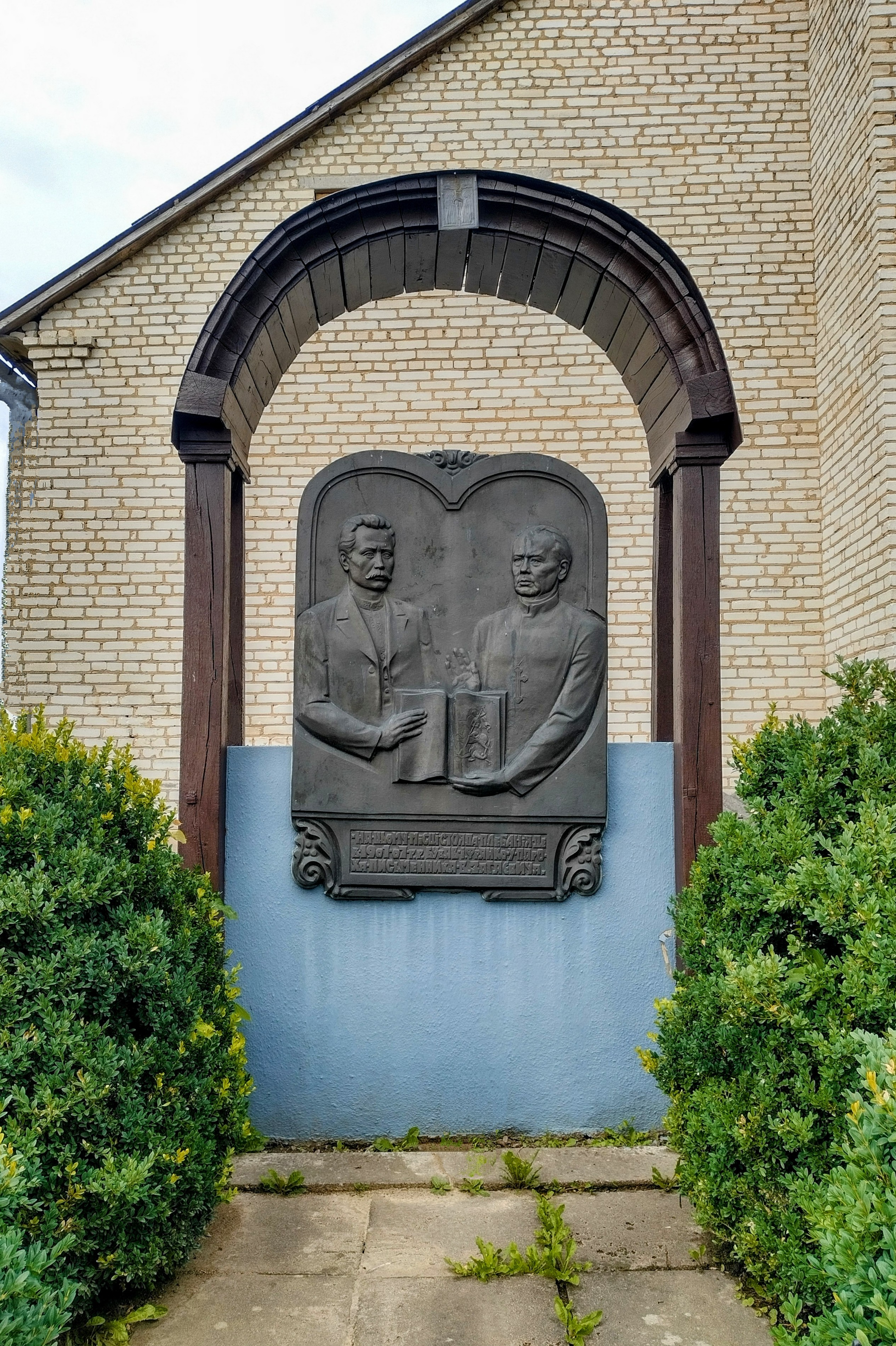
Меморіальна стела Івану Франку та Василю Загаєвичу
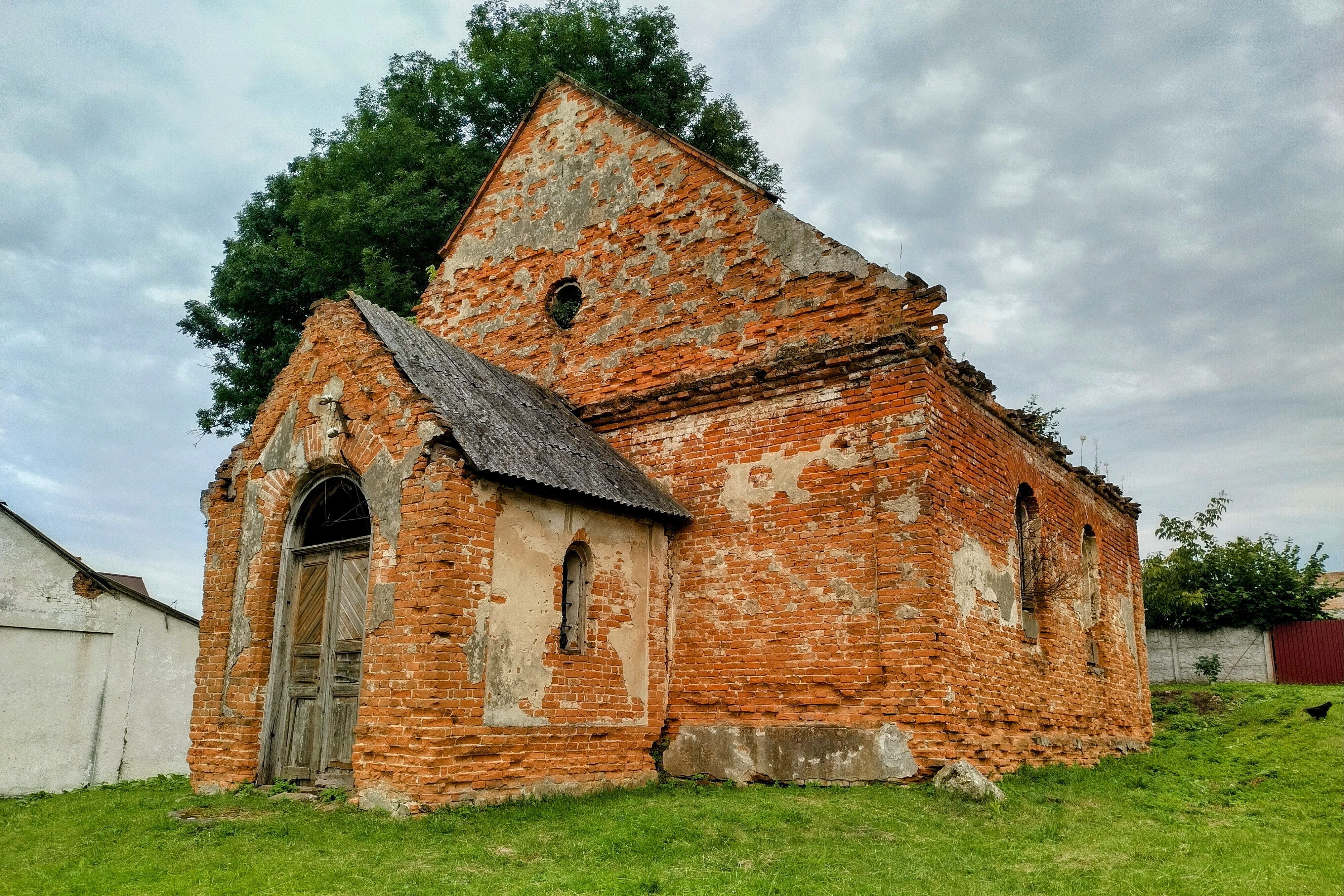
Руїни католицького храму Архангела Михаїла